# ニシコウライウグイス

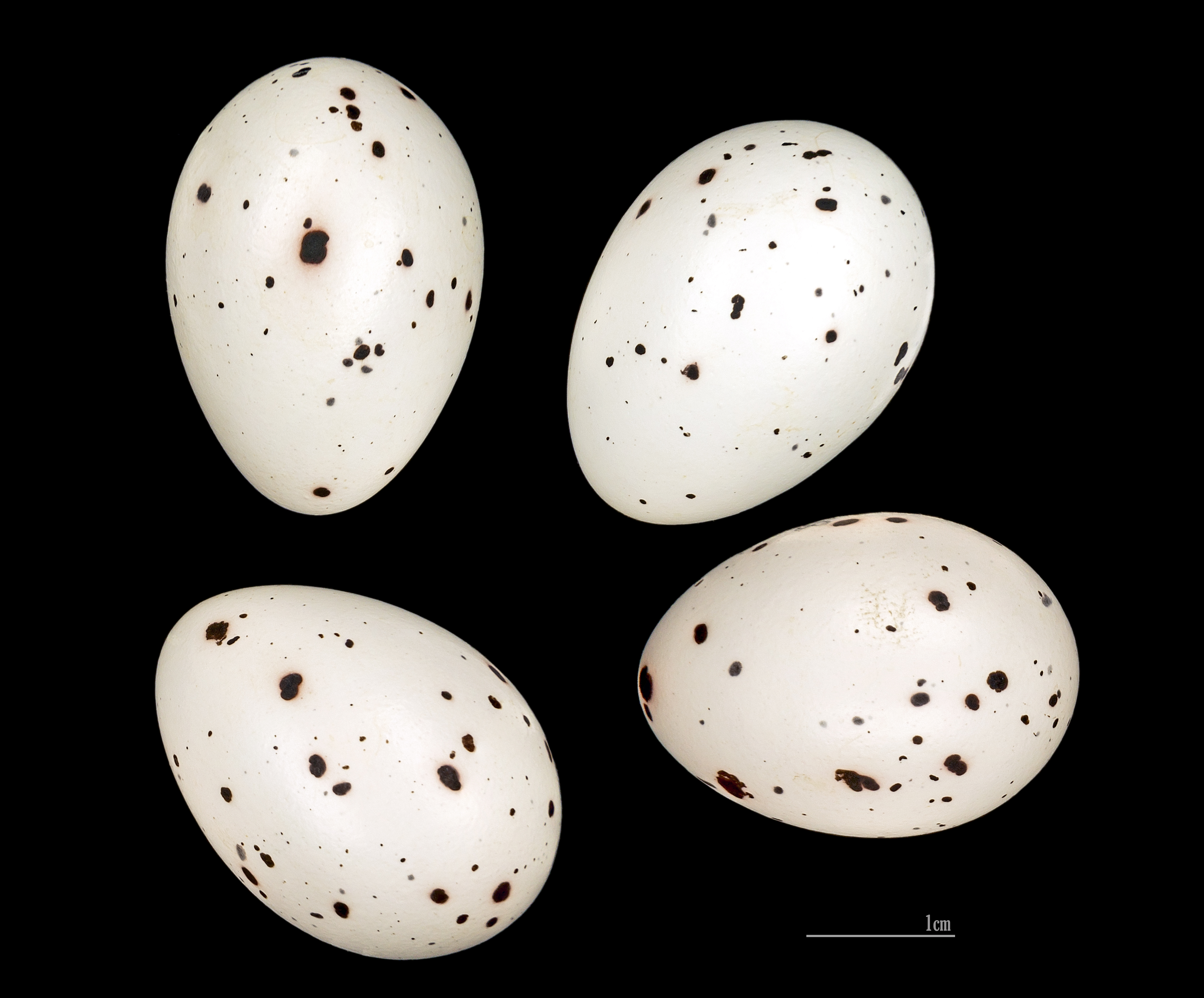
卵

ニシコウライウグイス（西高麗鶯、学名：Oriolus oriolus）は、スズメ目コウライウグイス科に分類される鳥類の一種。

## 分布
ヨーロッパ、アジア、アフリカ北西端

## 形態
体長約25センチメートル。頭から尾にかけて黄金色の羽毛に覆われ、翼は黒い。

## 生態
食性は雑食で、昆虫や果実を食べる。
基本的に樹上で過ごすが、まれに地上に降りて落ちている果実を食べることもある。
二本の枝の間に草を編んでハンモック状の吊り巣をつくる。営巣はほとんどメスが行う。
アジアでは留鳥だが、それ以外の地域に生息する個体は渡りを行う。